# Chris Xu (Unternehmer)
Chris Xu (chinesisch 许仰天, Pinyin Xǔ Yǎngtiān; * 1984 in der Provinz Shandong als Xu Yangtian), auch bekannt als Sky Xu, ist ein chinesisch-singapurischer Unternehmer und der Gründer des Modehändlers Shein. Im Januar 2025 wurde sein Vermögen auf 9,1 Milliarden US-Dollar geschätzt, womit er zu den reichsten Unternehmern in China gehört. Xu gilt als zurückhaltend und tritt kaum in der Öffentlichkeit in Erscheinung.

## Laufbahn
Xu soll aus einer armen Familie in der Provinz Shandong stammen und an der Universität für Wissenschaft und Technik Qingdao studiert haben. Anderen Angaben zufolge soll er chinesischer Amerikaner sein und an der George Washington University studiert haben. Laut Shein wurde er in China geboren. Nach seinem Abschluss arbeitete er im Marketing bei der Suchmaschinenoptimierung und wurde auf die Gelegenheiten aufmerksam, welche sich aus dem Absatz chinesischer Produkte im Ausland ergaben.
2008 gründete Xu zusammen mit zwei Geschäftspartnern, Wang Xiaohu und Li Peng, den Onlinehändler Nanjing Dianwei Information Technology, welcher bereits ein Vorläufer von Shein gewesen sein soll. Xu rief 2011 in Nanjing das Unternehmen SheInside ins Leben, um Brautmode abzusetzen, welches sich später zu Shein entwickelte. Seine beiden Geschäftspartner behaupteten, Xu hätte sie in der Folgezeit aus dem Unternehmen gedrängt, wäre nicht mehr im Büro erschienen und hätte die Kontrolle über den Pay Pal-Account ihres Geschäfts übernommen. Xu und Shein dementierten diese Version der Ereignisse und drohten mit rechtlichen Schritten.
Xu verlegte 2015 den Hauptsitz seines Unternehmens von Nanjing nach Guangzhou und stieg in der Folgezeit dank erfolgreichem Influencer-Marketing zu einer globalen Marke auf. Im Februar 2022 soll Xu sich in Singapur niedergelassen haben, wohin auch Shein seinen rechtlichen Sitz verlegte. Im selben Jahre erreichte Shein eine Unternehmensbewertung von 100 Milliarden US-Dollar.